# Aldina heterophylla
Aldina heterophylla är en ärtväxtart som beskrevs av George Bentham. Aldina heterophylla ingår i släktet Aldina och familjen ärtväxter. Inga underarter finns listade i Catalogue of Life.